# Gugu para Crianças
Gugu Para Crianças é o último álbum de estúdio do apresentador e cantor Gugu Liberato, lançado em 2002 pela já extinta gravadora Abril Music e foi certificado com disco de ouro pelas mais de 100 mil cópias vendidas no Brasil, de acordo com a ABPD. Quando chegou nas lojas, esse CD foi um dos mais vendidos na época do Dia das Crianças, em outubro de 2002. Gugu Para Crianças foi lançado originalmente num pacote com CD e VHS, sendo relançado em 2006 em um novo pacote com CD e DVD.

## Lista de faixas
| Lista de faixas do CD |                                                            |         |  |
| N.º                   | Título                                                     | Duração |  |
| 1.                    | "O Despertador (A Hora de Acordar)"                        | 2:12    |  |
| 2.                    | "Café Com Pão (A Hora do Café)"                            | 3:23    |  |
| 3.                    | "No Play, na Praça (A Hora de Brincar I)"                  | 3:37    |  |
| 4.                    | "O Chuveiro (A Hora do Banho)"                             | 3:12    |  |
| 5.                    | "O Almoço (A Hora de Comer I)"                             | 3:18    |  |
| 6.                    | "O Táxi do Gugu (A Hora de Ir Para a Escola)"              | 3:14    |  |
| 7.                    | "Os Sentidos (A Hora da Aula I)"                           | 2:46    |  |
| 8.                    | "Brincadeiras de Criança (A Hora do Recreio)"              | 4:41    |  |
| 9.                    | "Aprendendo a Ler e Escrever (A Hora da Aula II)"          | 4:04    |  |
| 10.                   | "É Assim Que São os Animais (A Hora de Brincar II)"        | 4:13    |  |
| 11.                   | "A Sopa (A Hora De Comer II)"                              | 2:52    |  |
| 12.                   | "A Família (A Hora de Estar em Casa)"                      | 2:38    |  |
| 13.                   | "A Televisão (A Hora do Lazer)"                            | 4:37    |  |
| 14.                   | "Aprendendo a Rezar (A Hora de Dormir)"                    | 2:29    |  |
| 15.                   | "A Casa (Tema de Abertura)"                                | 2:05    |  |
| 16.                   | "É Assim Que São Os Animais (A Hora de Brincar / Karaoke)" | 5:00    |  |
| Duração total:        | Duração total:                                             | 50:35   |  |

| Lista de faixas do VHS | |         |  |
| N.º                    | Título | Duração |  |
| 1.                     | "A Casa" |         |  |
| 2.                     | "O Despertador" |         |  |
| 3.                     | "Café Com Pão" |         |  |
| 4.                     | "O Chuveiro" |         |  |
| 5.                     | "O Almoço" |         |  |
| 6.                     | "Os Sentidos" |         |  |
| 7.                     | "Aprendendo a Ler e Escrever"                                                                                        |         |  |
| 8.                     | "É Assim Que São os Animais"                                                                                         |         |  |
| 9.                     | "A Sopa" |         |  |
| 10.                    | "A Televisão: Docinho Docinho / Baile Dos Passarinhos (Tchip Tchip El Baile De Los Pajaritos) / Pintinho Amarelinho" |         |  |
| 11.                    | "Aprendendo a Rezar"                                                                                                 |         |  |

| Lista de faixas do DVD | |         |  |
| N.º                    | Título | Duração |  |
| 1.                     | "Making Off" |         |  |
| 2.                     | "A Casa" |         |  |
| 3.                     | "O Despertador" |         |  |
| 4.                     | "Café Com Pão" |         |  |
| 5.                     | "O Chuveiro" |         |  |
| 6.                     | "O Almoço" |         |  |
| 7.                     | "Os Sentidos" |         |  |
| 8.                     | "Aprendendo a Ler e Escrever"                                                                                        |         |  |
| 9.                     | "É Assim Que São os Animais"                                                                                         |         |  |
| 10.                    | "A Sopa" |         |  |
| 11.                    | "A Televisão: Docinho Docinho / Baile Dos Passarinhos (Tchip Tchip El Baile De Los Pajaritos) / Pintinho Amarelinho" |         |  |
| 12.                    | "Aprendendo a Rezar"                                                                                                 |         |  |

## Vendas e certificações
| País          | Certificação | Vendas   |
| ------------- | ------------ | -------- |
| Brasil - ABPD | Ouro         | 100,000+ |